# Виргес
Виргес (нем. Wirges) — город в Германии, в земле Рейнланд-Пфальц. 
Входит в состав района Вестервальд. Подчиняется управлению Виргес.  Население составляет 5047 человек (на 31 декабря 2010 года). Занимает площадь 10,13 км². Официальный код  —  07 1 43 081.